# Softbank
Softbank Group Corp. (Eigenschreibweise: SoftBank Group Corp., japanisch ソフトバンクグループ株式会社 Sofuto Banku Gurūpu Kabushiki kaisha, englisch SoftBank Group Corp.), gelistet im Nikkei 225 und Sitz in Tokio, ist ein japanischer Telekommunikations- und Medienkonzern mit Unternehmensbereichen in Breitbandfernsehen, Festnetz-Telekommunikation, E-Commerce, Internet, Robotik, Technologie Service, Finanzen, Medien und Vermarktung.
Softbank besitzt eine Reihe anderer Unternehmen, wie das japanische Unternehmen Cable & Wireless IDC, das Unternehmen BB-Service und das Computerspielunternehmen GungHo Online Entertainment. Zusätzlich pflegt sie Partnerschaften mit den japanischen Ablegern ausländischer Unternehmen wie Yahoo, E*Trade und Morningstar. Auch ist Softbank mit rund 28 % an der Alibaba Group beteiligt (Stand: Juni 2016).
Softbank verwaltet außerdem den weltweit größten Investmentfonds im Bereich Technologie. Der Vision Fund und Vision Fund 2 besitzen zusammen über 154 Milliarden Dollar an Investmentkapital (Stand: März 2021).

## Geschichte

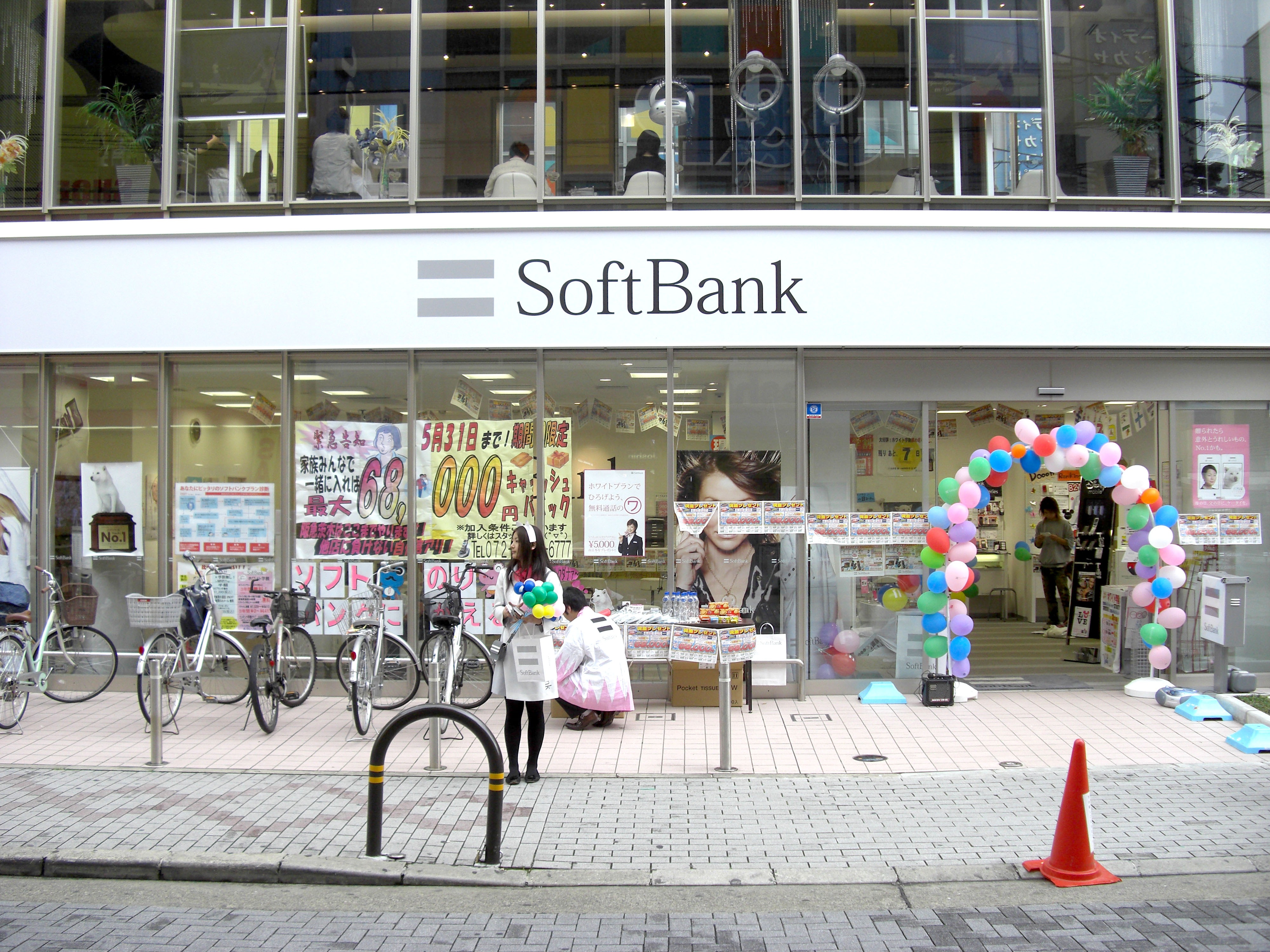
Ein SoftBank-Store in Ibaraki in Japan

Softbank wurde am 3. September 1981 von dem damals 24-jährigen Masayoshi Son gegründet.
Das Unternehmen sollte zuerst Software vermarkten, Masayoshi stieg allerdings kurz darauf auch in die Vermarktung von Zeitschriften wie Oh!PC ein. Durch die Vermarktung von exklusiven Softwarelizenzen und durch die geschickte Kombination von Hard- und Software gelang es Masayoshi bereits in seinem ersten Jahr den Umsatz von 10.000 $ auf 2,3 Mio. $ zu steigern. Aus der Vermarktung von Software leitete sich auch der gewählte Name ab. Masayoshi beabsichtigte eine Software-Bank aufzubauen, die die Infrastruktur für die damals wachsende Informationsgesellschaft in Japan zur Verfügung stellen sollte.
1994 wurde die erste Niederlassung in den USA gegründet. Diese sollte lohnende Investments im Technologiebereich identifizieren um in diese sowohl zu investieren, als auch deren Techniken nach Japan zu importieren. Zeitgleich wurden die ersten Aktien ausgegeben. Die hieraus erhaltenen 20 Milliarden Yen wurden für den Ankauf unterschiedlicher Firmen genutzt. Von Ziff Communications Company wurde die Event Sparte übernommen, die vor allem Messen im PC-Bereich durchführte.
Resultierend aus einem Investment in Yahoo wurde 1996 in einem Joint Venture Yahoo Japan gegründet.
2000 wurde das erste Investment in Alibaba getätigt. Dieses Investment erwies sich als eines der lukrativsten in der Firmengeschichte und bildete die Grundlage für den zukünftigen Erfolg als Investmentfirma.
2001 stieg Softbank in die Vermarktung von Internetzugängen ein und gründete hierzu das Unternehmen Yahoo BB. Diese Unternehmung wurde 2004 durch die Übernahme von Japan Telecom Co. LTD. auch auf Firmenkunden erweitert.
Im Januar 2005 erwarb das Unternehmen die japanische Profibaseball Mannschaft Fukuoka Daiei Hawks, fortan Fukuoka Softbank Hawks.
Am 17. März 2006 verkündete das Unternehmen die Übernahme der japanischen Tochtergesellschaft von Vodafone. Über diese Tochtergesellschaft brachten Softbank und Apple 2008 gemeinsam das iPhone 3G auf den japanischen Markt.
Anfang 2012 übernahm Softbank rund 80 Prozent der Anteile an Aldebaran Robotics für etwa 100 Millionen US-Dollar.
Im Oktober 2012 gaben Nextel und Softbank bekannt, dass Softbank eine Mehrheit am US-Mobilfunkanbieter Sprint übernimmt. Es ist die größte Auslandsübernahme, die eine japanische Firma jemals getätigt hat.
2017 übernahm Softbank das Robotik-Unternehmen Boston Dynamics von Googles Mutterkonzern Alphabet.
Im gleichen Jahr begann Softbank mit dem Aufbau des Vision Fund. Dieser Investmentfonds sollte vor allem in Firmen investiert werden, die Technologien im Bereich künstliche Intelligenz entwickeln. Zu den ersten Investoren gehörten der Public Investment Fund aus Saudi-Arabien, der sich mit 45 Milliarden Dollar beteiligte, Softbank mit 28 Milliarden Dollar, die Mubadala Investment Company der Vereinigten Arabischen Emirate mit 15 Milliarden Dollar und mehrere kleinere Investoren inklusive Apple.
Im Dezember 2017 wurde bekannt, dass Softbank beabsichtigte, rund 15 Prozent der Anteile an Uber zu übernehmen. Uber-Gründer Travis Kalanick gab hierauf bekannt, ebenfalls einen Teil seiner Anteile zu veräußern. Ein Deal in Höhe von 1,2 Milliarden US-Dollar für 30 Prozent der Anteile an Uber wurde Mitte Januar 2018 verkündet.
Im Oktober 2018 gaben Softbank und Toyota die Gründung von Monet Technologies als Joint Venture bekannt.
Im November 2018 wurde bekannt, dass Softbank zusammen mit anderen Investoren 1 Milliarde US-Dollar in Tokopedia investiert hat.
Im August 2022 gab Softbank bekannt, dass es alle Anteile an Uber verkauft hat.
2024 erklärte CEO Masayoshi Son, der Zweck Softbanks und Sinn seines verbleibenden Lebens solle im Aufbau von ‚Superintelligenz‘ liegen. Softbanks Aktienkurs in Japan brach daraufhin um 3 Prozent ein, erholte sich jedoch wieder.

### ARM
Im Juli 2016 gab Softbank die Absicht bekannt, den britischen Chip-Entwickler ARM für etwa 23,4 Milliarden Pfund (27,95 Milliarden Euro) zu kaufen. Die Übernahme wurde im September 2016 abgeschlossen. ARM soll dabei als eigenständiges Unternehmen bestehen bleiben und personell aufgestockt werden.
2021 wurden Pläne veröffentlicht, wonach ARM an Nvidia für 40 Milliarden Dollar verkauft werden sollte. Diese Pläne wurden allerdings nach einer Klage der amerikanischen Regulierungsbehörde FTC abgesagt, die mit Kartellbehörden in England, der EU und Japan eine Gefahr für den Wettbewerb sahen. Stattdessen plante Softbank, ARM bis Anfang 2023 an die Börse zu bringen.
Im August 2023 wurde der an der New Yorker Nasdaq geplante Börsengang von ARM bekannt. Es wurde laut NZZ der „grösste Börsengang des Jahres“ erwartet.
Auch nach dem Börsengang hält Softbank weiterhin rund 90 % der Anteile an ARM.

## Beteiligungen an deutschen Unternehmen
- 2018: Investition von 460 Millionen Euro in die deutsche Auto1-Gruppe.[24]
- 2019: Beteiligung an Wirecard[25]
- 2019: Beteiligung an GetYourGuide[26]
- 2020: Beteiligung an Tier Mobility[27]
- 2021: Beteiligung an Deutsche Telekom AG

Softbank besitzt auch Anteile von T-Mobile US, einer Tochterfirma der Deutschen Telekom. Im Juni 2020 wurde bekannt, dass Softbank eine Verringerung der Anteile erwägt.
2020 legte Softbank seinen Mobilfunkanbieter Sprint in den USA mit T-Mobile zusammen. Durch die Fusion stieg Softbank zu einem der größten Eigentümer von T-Mobile US nach der Deutschen Telekom auf.
Durch den Verkauf seiner Anteile an T-Mobile US an die Deutsche Telekom wurde Softbank mit 4,5 % der Anteile zum zweitgrößten Aktionär der Deutschen Telekom.

## Eigentümerstruktur
|                                      | Aktienanteil in Prozent |
| ------------------------------------ | ----------------------- |
| Masayoshi Son                        | 29,04                   |
| The Master Trust Bank of Japan, Ltd. | 19,10                   |
| Custody Bank of Japan, Ltd.          | 7,48                    |
| JP Morgan Chase Bank                 | 1,88                    |
| STATE STREET BANK WEST CLIENT-TREATY | 1,36                    |
| SON CORPORATION LLC                  | 1,23                    |
| SON ASSETS MANAGEMENT LLC            | 1,19                    |
| Sonstige                             | 38,72                   |

Die 10 größten Aktionäre von Softbank besitzen zusammen ca. 64 % aller ausstehenden Aktien.
(Stand: 30. September 2022)